# Григорово (платформа)
Григо́рово — остановочный пункт Казанского направления Московской железной дороги в Раменском районе Московской области.
Имеется одна островная платформа. К северу от платформы расположены одноимённая деревня Григорово и одноимённое СНТ, к северо-западу — деревня Кошерово и СНТ «Антоновка».
Ранее станция Григорово не была разъездах, был только один путь, а разъездом была следующая остановка — пл. 52 км. Электричка часто стояла здесь и пропускала встречные электропоезда и товарные составы, или скорые поезда идущие в том же направлении. Остановка называлась не платформа 52 км, а разъезд 52 км, и ещё следующая остановка — разъезд 49 км. Для разъезда были 4 остановки подряд, следующая Донино, а за ней разъезд 41км (по направлению в сторону Москвы). Сначала, в 60-е годы, платформа Григорово была низкая и в вагон заходили по ступенькам.